# Gorō Naya
Gorō Naya (納谷悟朗 Naya Gorō), född 17 november 1929, död 5 mars 2013, var en japansk skådespelare, röstskådespelare, berättare och teaterregissör. Han var äldre bror till skådespelaren Rokurō Naya och make till skådespelerskan Kachiko Hino.
Naya arbetade mest inom film och tv, men han är nog mest ihågkommen för att ha röstat Interpol-kommissarie Kōichi Zenigata i anime-serien och filmerna om Lupin III. 
Förutom sin roll i Lupin III har Naya även röstat Charlton Heston och John Wayne i japanska dubbningar av deras filmer.
Naya avled den 5 mars 2013 i en ålder av 83 år på grund av andningssvikt. 

## Filmografi

### Tv-animation
- Astro Boy (1963)
- Big X (1964) (Dr. Marina)
- Ōgon Bat (1967) (Gem)
- Lupin III (1971) (Inspector Zenigata)
- Casshan (1973) (Narrator)
- Space Battleship Yamato (1974) (Captain Juzo Okita)
- Lupin III Part II (1977) (Inspector Zenigata)
- Six God Combination Godmars (1981) (Emperor Zuul)
- Lupin III Part III (1984) (Inspector Zenigata)
- Lupin III: Goodbye Lady Liberty (1989) (Inspector Zenigata)
- Lupin III: Mystery of the Hemingway Papers! (1990) (Inspector Zenigata)
- Lupin III: Steal Napoleon's Dictionary! (1991) (Inspector Zenigata)
- Lupin III: From Russia With Love (1992) (Inspector Zenigata)
- Lupin III: Voyage to Danger (1993) (Inspector Zenigata)
- Lupin III: Dragon of Doom (1994) (Inspector Zenigata)
- Lupin III: The Pursuit of Harimao's Treasure (1995) (Inspector Zenigata)
- Lupin III: The Secret of Twilight Gemini (1996) (Inspector Zenigata)
- Lupin III: Island of Assassins (1997) (Inspector Zenigata)
- Lupin III: Crisis in Tokyo (1998) (Inspector Zenigata)
- Lupin III: The Columbus Files (1999) (Inspector Zenigata)
- Lupin III: Missed by a Dollar (2000) (Inspector Zenigata)
- Lupin III: Alcatraz Connection (2001) (Inspector Zenigata)
- One Piece (2001) (Crocus)
- Lupin III: Episode 0: First Contact (2002) (Inspector Zenigata)
- Lupin III: Operation: Return the Treasure (2003) (Inspector Zenigata)
- Lupin III: Stolen Lupin ~ The Copy Cat is a Midsummer's Butterfly~ (2004) (Inspector Zenigata)
- Monster (2004) (Blind Old Man)
- Lupin III: An Angel's Tactics – Fragments of a Dream Are the Scent of Murder (2005) (Inspector Zenigata)
- Lupin III: Seven Days Rhapsody (2006) (Inspector Zenigata)
- Lupin III: Elusiveness of the Fog (2007) (Inspector Zenigata)
- Lupin III: Sweet Lost Night ~Magic Lamp's Nightmare Premonition~ (2008) (Inspector Zenigata)
- Lupin the 3rd vs. Detective Conan (2009) (Inspector Zenigata)
- Lupin III: The Last Job (2010) (Inspector Zenigata)

### OVA
- 2001 Nights (1987) (Adam Robinson Jr)
- Legend of the Galactic Heroes (1988) (Willibald Joachim von Merkatz)
- Locke the Superman (1989) (Great Jorg)
- Lupin III: Green Vs. Red (2008) (Inspector Zenigata)
- The Doraemons (1997) (Robot)

### Biofilmer
- Flying Phantom Ship (1969) (Ghost Captain)
- Ali Baba and the Forty Thieves (1971) (Goro)
- Lupin III: Mystery of Mamo (1978) (Inspector Zenigata)
- Lupin III: The Castle of Cagliostro (1979) (Inspector Zenigata)
- Crusher Joe (1983) (Captain Kowalski)
- Golgo 13 (1983) (Leonard Dawson)
- Nausicaä of the Valley of the Wind (1984) (Lord Yupa)
- Lupin III: Legend of the Gold of Babylon (1985) (Inspector Zenigata)
- Odin: Photon Sailer Starlight (1985) ("Bosun" Kuramoto)
- Lupin III: Farewell to Nostradamus (1995) (Inspector Zenigata)
- Lupin III: Dead or Alive (1996) (Inspector Zenigata)
- Noiseman Sound Insect (1997) (Prof. Franken)

### Tokusatsu
- Kamen Rider (1971) (Great Leader of Shocker/Gel-Shocker)
- Ultraman Ace (1972) (Ultraman Ace)
- Jumborg Ace (1973) (Alien Emerald)
- Kamen Rider V3 (1973) (Great Leader of Destron)
- Kamen Rider Amazon (1974) (Narrator)
- Kamen Rider Stronger (1975) (Great Boss of Black Satan, Great Boss of Delza Army)
- Skyrider (1979) (Great Boss of Neo-Shocker)
- Kamen Rider Black RX (1988) (Emperor Crisis)
- Kamen Rider 555: Paradise Lost (2003) (One of the three wirepullers of Smart Brain)
- Kamen Rider: The Next (2007) (Great Leader of Shocker)
- OOO, Den-O, All Riders: Let's Go Kamen Riders (2011) (Great Leader of Shocker/Gel-Shocker)

### TV-spel
- Xenoblade Chronicles (2010) (Otharon)

### Duddning

#### Spelfilmsroller
- Charlton Heston
  - The Greatest Show on Earth (TV Asahi edition)
  - The Ten Commandments (Fuji TV edition)
  - The Big Country (TV Asahi edition)
  - Ben-Hur (1974 Fuji TV edition, 1981 TV Asahi edition)
  - 55 Days at Peking (Fuji TV edition)
  - The Greatest Story Ever Told (TV Asahi edition)
  - Planet of the Apes (TBS edition, Fuji TV edition, LaserDisc edition)
  - Beneath the Planet of the Apes (TBS edition)
  - The Omega Man (TV Asahi edition)
  - Soylent Green (Fuji TV edition)
  - The Three Musketeers
  - The Four Musketeers
  - Earthquake (1981 TBS edition, 1986 TV Asahi edition)
  - Airport 1975 (Fuji TV edition)
  - Two-Minute Warning (1980 Nippon TV edition)
  - Midway (1979 TBS edition, 1981 Nippon TV edition, 1983 TV Asahi edition)
  - Gray Lady Down (TV Asahi edition)
  - Solar Crisis (1992 Nippon TV edition)
  - True Lies (Fuji TV edition, video edition)
  - In the Mouth of Madness
  - Any Given Sunday (Nippon TV edition)
  - Town & Country
  - Bowling for Columbine (2004 TV Tokyo edition)
- John Wayne
  - Stagecoach (1975 NET (now TV Asahi) edition)
  - She Wore a Yellow Ribbon (TV Asahi edition)
  - 3 Godfathers (TV Asahi edition)
  - The Searchers (1973 and 1979 TV Asahi editions)
  - Rio Bravo (1973 TV Asahi edition)
  - True Grit (TV Asahi edition)
  - Chisum (TV Asahi edition)
  - The Cowboys (TV Asahi edition)
  - Rooster Cogburn (TV Asahi edition)
  - The Shootist (TV Asahi edition)
- Clark Gable
  - The Misfits
  - Boom Town
  - Mogambo
- Batman (1992 TBS edition) (Carl Grissom (Jack Palance))
- Combat! (2nd Lt. Gil Hanley (Rick Jason))
- For a Few Dollars More (1973 TV Asahi edition) (Colonel Douglas Mortimer (Lee Van Cleef))
- Invasion of Astro-Monster (Japanese version) (Astronaut Glenn (Nick Adams))
- Monty Python (John Cleese)
- Star Trek III: The Search for Spock (1988 Nippon TV edition) (Sarek (Mark Lenard))
- Star Wars Episode IV: A New Hope (Obi-Wan Kenobi (Alec Guinness))
- The Empire Strikes Back (Obi-Wan Kenobi (Alec Guinness))
- Return of the Jedi (Obi-Wan Kenobi (Alec Guinness))

#### Animation
- Pocahontas (Kekata)
- Quest for Camelot (Merlin)
- The Raccoons (Schaeffer)
- Pinocchio（Geppetto）

## Spelfilms Roller
- Prophecies of Nostradamus (1974) (Kazuo Ōta)
- Kamen Rider 555: Paradise Lost (2003) (Smart Brain Head)